# Matthäus Daniel Pöppelmann
Matthäus Daniel Pöppelmann (Herford, 3 de maio de 1662 — Dresden, 17 de janeiro de 1736) foi um mestre em construções alemão, que auxiliou na reconstrução de Dresden após o incêndio de 1685.
Como arquiteto da corte do Kurfürst Sachsen Augusto II da Polônia, projetou o majestoso palácio Zwinger em Dresden. Também esteve envolvido em grandes obras no Palácio de Dresden, Castelo de Pillnitz e projetou a Weinbergkirche em Pillnitz. Pöppelmann, juntamente com Johann Christoph von Naumann, desenvolveu um planejamento urbano para uma parte da cidade de Varsóvia, Polônia, que foi somente parcialmente realizado.

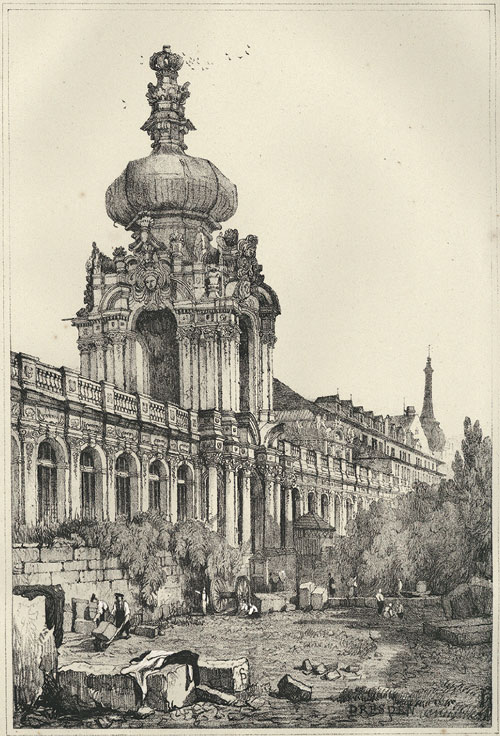
Zwinger em Dresden, principal obra de Pöppelmann

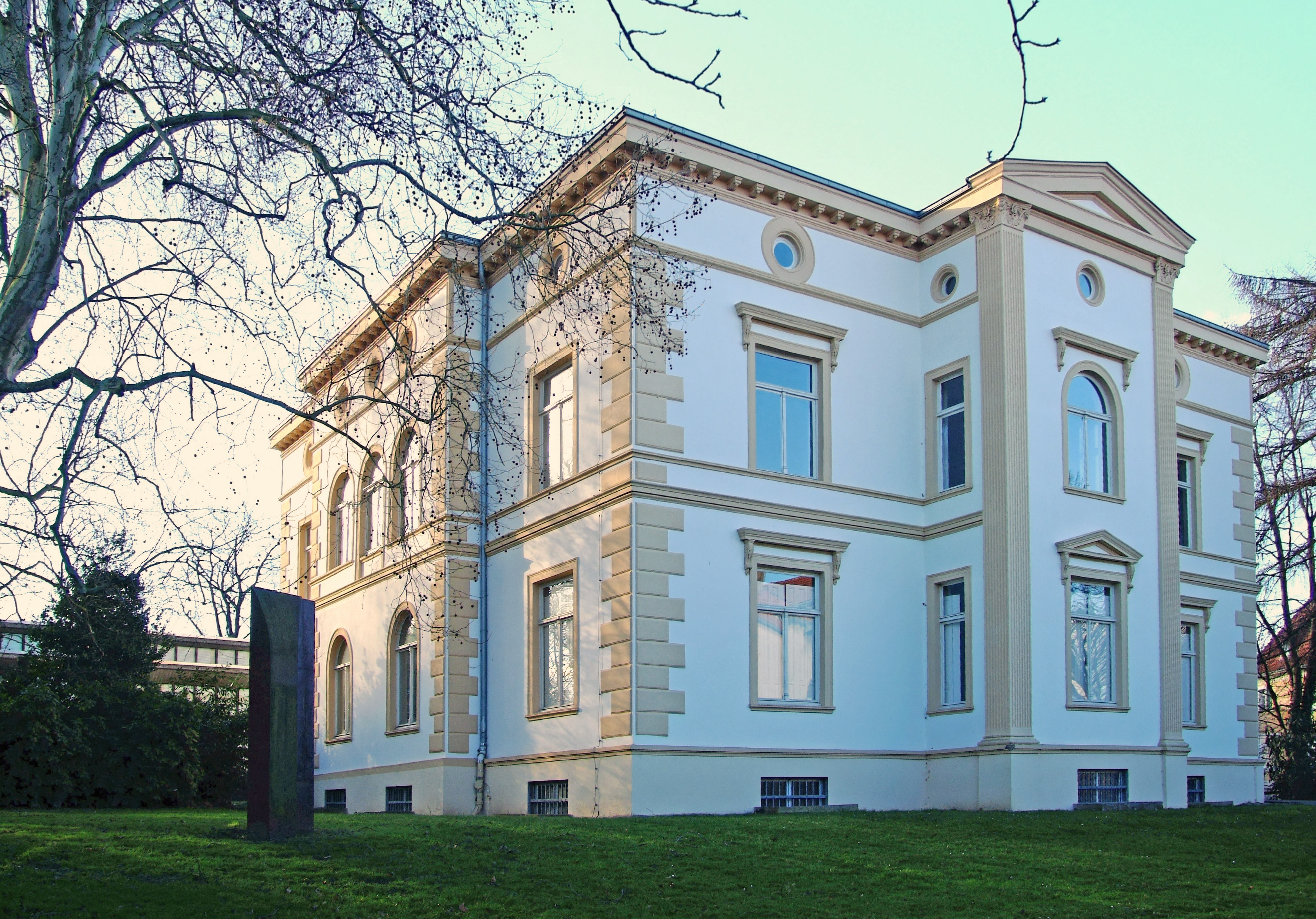
Villa Schönfeld em Herford, Alemanha. Local de nascimento de Daniel Pöppelmann